# Košické Oľšany
Košické Oľšany é um município da Eslováquia, situado no distrito de Košice-okolie, na região de Košice. Tem 8,67 km² de área e sua população em 2018 foi estimada em 1.314 habitantes.

## Demografia
| Ano:        | 1994 | 2004    | 2014   | 2024   |
| ----------- | ---- | ------- | ------ | ------ |
| Broj ljudi: | 843  | 1154    | 1262   | 1388   |
| Razlika:    |      | +36,89% | +9,35% | +9,98% |

| Ano:               | 2023 | 2024   |
| ------------------ | ---- | ------ |
| Número de pessoas: | 1363 | 1388   |
| Diferença:         |      | +1,83% |